# Villa Farnesina

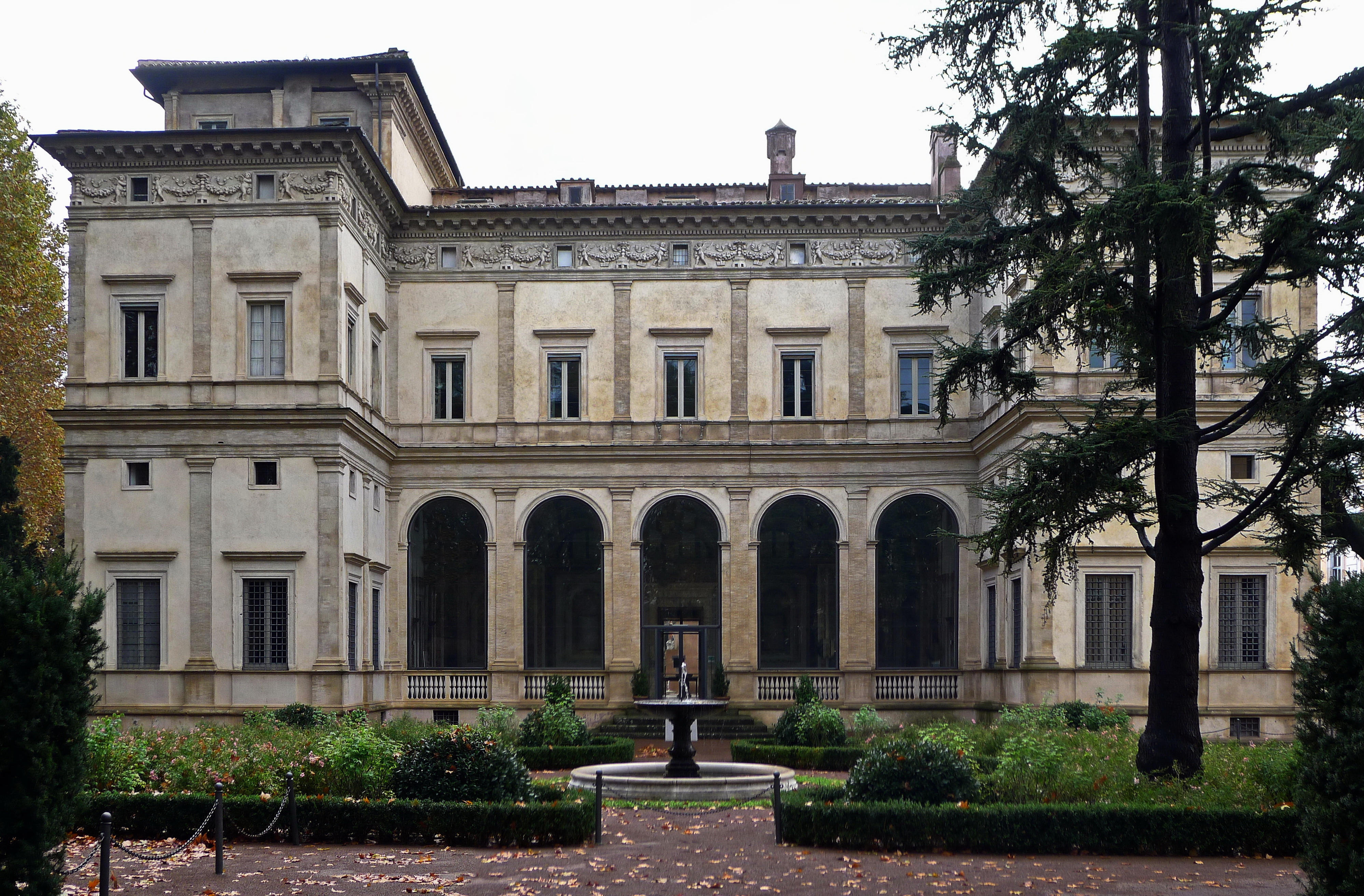
Villa Farnesina.

Loggia di Psiche, fresco de Rafael y sus alumnos.

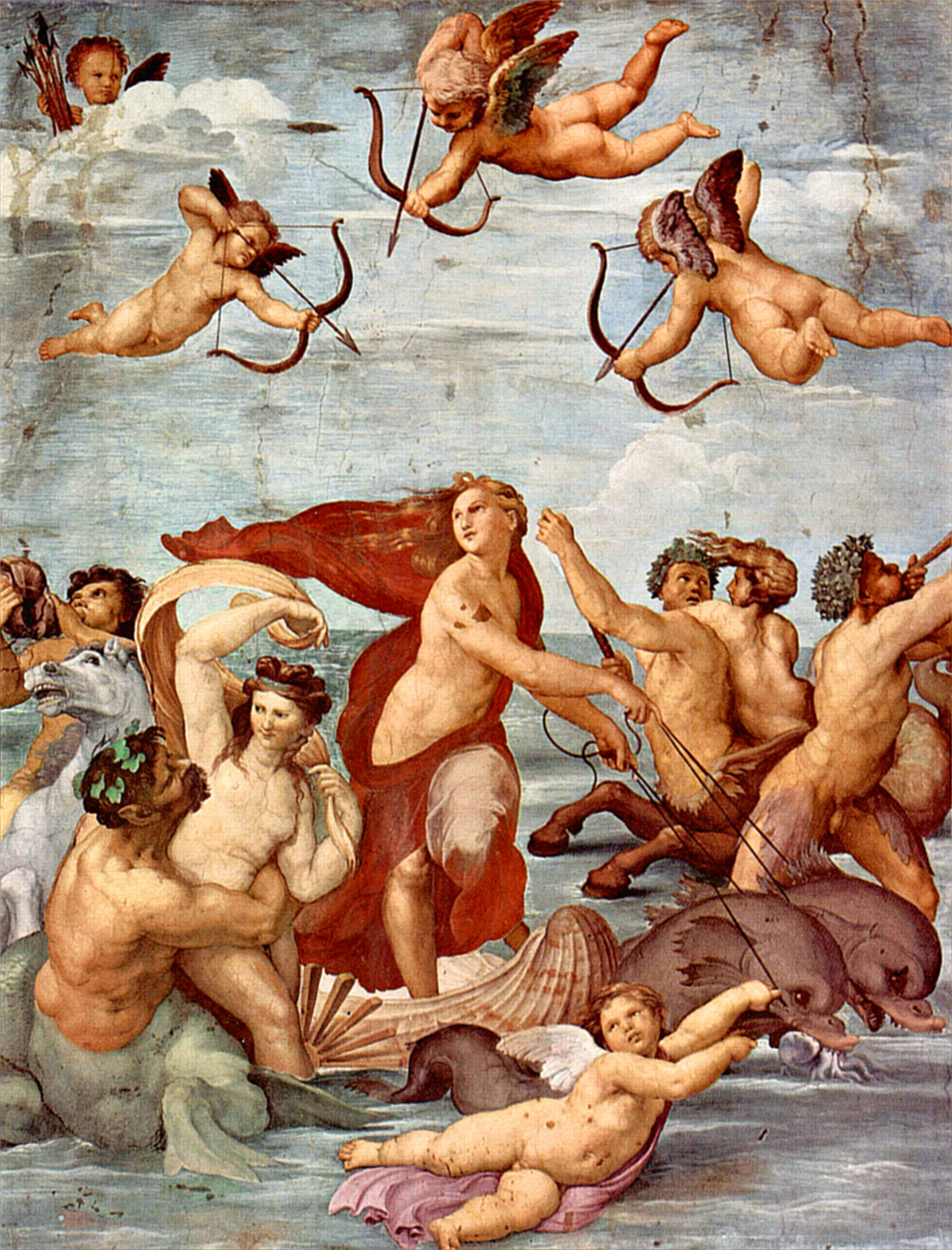
El triunfo de Galatea de Rafael.

La Villa Farnesina (o Villa della Farnesina o simplemente la Farnesina) es una villa-palacio de Roma. Fue construida entre 1505 y 1511 por Baldassarre Peruzzi en el barrio del Trastevere, cerca del Tíber, por encargo del banquero sienés Agostino Chigi. En 1580 fue adquirida por el cardenal Alejandro Farnesio de donde recibió su nombre actual. Villa Farnesina fue la primera villa nobiliaria suburbana de Roma.

## Construcción
La construcción de la Villa Fanesina la realizó Baldassare Peruzzi y fue iniciada en 1505 y completada en el año 1511. Se alza fuera de la antigua muralla de Roma, donde antaño crecían los huertos y viñedos de Julio César. Se cree que César alojó secretamente aquí, en su palacio a orillas del río, a Cleopatra (44 a. C.). Con ello evitaba por un lado el embarazoso encuentro entre su mujer, Calpurnia, y su amante; y por otro, el incumplimiento de la ley que prohibía a un monarca extranjero residir en la ciudad. Desde este lugar habrían huido Cleopatra y su hijo Cesarión al conocer el asesinato de Julio César. 
Podemos apreciar que con el inicio del Renacimiento la nobleza y burguesía italiana mostraba a través de sus residencias y villas su poderío tanto social como económico. Así al igual que en el caso de Vaux le Vicomte, la persona que encargó la arquitectura no fue nada más que banquero: Agostino Chigi.
Sin embargo, el nombre de la villa se lo debe a su segundo propietario el cardenal Alejandro Farnesio quien se adueñó de ella en 1577.

## Significado
La villa es un perfecto ejemplo de las primeras obras renacentistas. Se compone de un bloque central del que arrancan dos alas menores a ambos lados, formando así una especie de U. Las fachadas son de color anaranjado, sencillas y armoniosas. En la fachada delantera se encuentra la logia de Cupido y Psique que da acceso al palacete que fue decorado por el mismísimo Rafael. El nivel superior tiene un tratamiento de superficie continua y acentúa su peso con una hilera de ventanas.
El pórtico de entrada y la distribución axial de la planta indica una relación más activa entre el edificio y su entorno urbano, un contacto directo entre la vivienda y el paisaje.
En el bello jardín de la villa se celebraban importantes fiestas con príncipes, poetas, artistas e incluso Papas. Cuenta la leyenda que el derroche de lujo y ostentación era tal que durante las fiestas, las vajillas que eran de oro y plata, en vez de lavarlas y recogerlas, eran tiradas al fondo del Tíber, el río romano que pasa a los pies de la villa.

## Decoración
La decoración se llevó a cabo entre 1510 y 1519. Destacan sin duda los frescos que se extienden por fachadas y muros. El mismo Peruzzi realizó algunos de ellos. Otros artistas que participaron fueron Sebastiano del Piombo, Rafael y los discípulos del último.
Los frescos ilustran los mitos clásicos y destacan los del vestíbulo principal, llamado Sala de Galatea por mostrar a esta ninfa en una de las obras más célebres de Rafael. Esta sala se completa con las pinturas de astrología de la bóveda que muestran la posición de las estrella en el momento del nacimiento de su primer propietario Chigi. Otra de las estancias más bellas de la villa es la Sala de las perspectivas, decorada por Peruzzi y que en las paredes laterales creó una ilusión óptica que hace creer al espectador estar viendo Roma, tal y como era en el siglo XVI a través de las columnas de mármol veteado de un gran balcón. En el dormitorio principal, los frescos de il Sodoma ilustran los desposorios de Alejandro y Roxana, y cómo ésta es atendida por querubines.

## Un proyecto fallido
Hubo un proyecto que pretendía unir la villa con el Palacio Farnesio mediante una gran galería que atravesara el río Tíber y la Via Giulia. No llegó a realizarse y solo se construyó una mínima parte, aún visible, que atraviesa la Via Giulia.

## Restauración de la villa en elsigloXIX
El diplomático y poeta romántico español Salvador Bermúdez de Castro y Díez (1817-1883), I marqués de Lema, residió varios años en la Villa Farnesina y la restauró. El palacio era propiedad de Francisco II, rey de las Dos Sicilias, en cuya corte había sido embajador de España (1853-1864). La Farnesina había pasado a los Borbones de Nápoles como herencia de sus antepasados los Farnesio.